# Линия 4 (Мадридский метрополитен)
Линия 4 — линия Мадридского метро. Она содержит 23 станции. На картах она обозначена коричневым цветом.

## История
Линия открылась 23 марта 1944 года в составе участка Гойя-Аргуэльяс.
В 1958 году к ней присоединили участок линии 2 от станции Гойя до станции Диего де Лион,
до этого открытый в 1932 году. В 1970-х Линию продлевали 2 раза, от Диего де Лион
до Альфонсо 13 (1973) и от Альфонсо 13 до Есперанза (1979). 1 апреля 1998 года
линия была продлена до станции Мар де Кристал, где была построена пересадка на линию 8. 10 декабря того же года линию продлили до станции Парк Санта Мария. 11 апреля 2007
года Линию продлили до станции Пинар де Чамартин, где весной 2007 построили пересадку
с 1 линией лёгкого метро. Линия имеет 4 поезда с 4 вагонами 2007 года.

## Пересадки
- С линией 1: на станциях Бильбао и Пинар де Чамартин
- С линией 2: на станциях Сан Бернандо и Гойя
- С линией 3: на станции Аргуэльяс
- С линией 5: на станциях Алонсо Мартинез и Диего де Лион
- С линией 6: на станциях Аргуэльяс, Диего де Лион и Авенида де Америка
- С линией 7: на станции Авенида де Америка
- С линией 8: на станции Мар де Кристал
- С линией 9 на станции Авенида де Америка